# John Peers
John William Peers (Melbourne, 25 de juliol de 1988) és un tennista professional australià especialitzat en les modalitats de dobles.
En el seu palmarès dos títols de Grand Slam, un en dobles masculins a l'Open d'Austràlia 2017 i un en dobles mixts al US Open 2022. Ha disputat quatre finals de Grand Slam en dobles masculins i una en dobles mixts. Ha acumulat un total de 27 títols de dobles masculins que li van permetre ocupar el segon lloc del rànquing mundial l'any 2017. Individualment no ha disputat mai cap partit del circuit ATP i només va arribar a la posició 456 del rànquing mundial l'any 2012. Ha format part de l'equip australià de la Copa Davis en diverses ocasions i també va guanyar una medalla de bronze olímpica als Jocs Olímpics de Tòquio 2020 després de guanyar la final de consolació en la modalitat de dobles mixts.

## Torneigs de Grand Slam

### Dobles masculins: 4 (1−3)
| Resultat  | Núm. | Any  | Torneig          | Parella        | Oponents                      | Marcador         |
| --------- | ---- | ---- | ---------------- | -------------- | ----------------------------- | ---------------- |
| Finalista | 1.   | 2015 | Wimbledon        | Jamie Murray   | Jean-Julien Rojer Horia Tecău | 6−7(5), 4−6, 4−6 |
| Finalista | 2.   | 2015 | US Open          | Jamie Murray   | P.-H. Herbert Nicolas Mahut   | 4−6, 4−6         |
| Guanyador | 1.   | 2017 | Open d'Austràlia | Henri Kontinen | Bob Bryan Mike Bryan          | 7−5, 7−5         |
| Finalista | 3.   | 2019 | Open d'Austràlia | John Peers     | P.-H. Herbert Nicolas Mahut   | 4−6, 6−7(1)      |

### Dobles mixts: 2 (2−0)
| Resultat  | Núm. | Any  | Torneig          | Parella        | Oponents                            | Marcador         |
| --------- | ---- | ---- | ---------------- | -------------- | ----------------------------------- | ---------------- |
| Guanyador | 1.   | 2022 | US Open          | Storm Sanders  | Kirsten Flipkens É. Roger-Vasselin  | 4−6, 6−4, [10−7] |
| Guanyador | 2.   | 2025 | Open d'Austràlia | Olivia Gadecki | Kimberly Birrell John-Patrick Smith | 3−6, 6−4, [10−6] |

## Jocs Olímpics

### Dobles mixts
| Any  | Campionat                   | Superfície | Parella        | Oponents                      | Marcador |
| ---- | --------------------------- | ---------- | -------------- | ----------------------------- | -------- |
| 2020 | Jocs Olímpics, Tòquio, Japó | Dura       | Ashleigh Barty | Nina Stojanović Novak Đoković | Renúncia |

## Palmarès

### Dobles masculins: 50 (30−20)
| Llegenda                          |
| --------------------------------- |
| Grand Slams (1−3)                 |
| Jocs Olímpics Or (1)              |
| ATP Finals (2−0)                  |
| ATP World Tour Masters 1000 (4−2) |
| ATP World Tour 500 (9−6)          |
| ATP World Tour 250 (13−9)         |

| Títols per superfície |
| --------------------- |
| Dura (18−14)          |
| Gespa (3−4)           |
| Terra batuda (9−2)    |

| Resultat  | Núm. | Data                   | Torneig                                    | Superfície   | Parella          | Oponents                           | Marcador             |
| --------- | ---- | ---------------------- | ------------------------------------------ | ------------ | ---------------- | ---------------------------------- | -------------------- |
| Guanyador | 1.   | 14 d'abril de 2013     | Houston, Estats Units                      | Terra batuda | Jamie Murray     | Bob Bryan Mike Bryan               | 1−6, 7−6(3), [12−10] |
| Guanyador | 2.   | 28 de juliol de 2013   | Gstaad, Suïssa                             | Terra batuda | Jamie Murray     | Pablo Andújar G. García López      | 6−3, 6−4             |
| Guanyador | 3.   | 29 de setembre de 2013 | Bangkok, Tailàndia                         | Dura (i)     | Jamie Murray     | Tomasz Bednarek Johan Brunström    | 6−3, 3−6, [10−6]     |
| Finalista | 1.   | 6 d'octubre de 2013    | Tòquio, Japó                               | Dura         | Jamie Murray     | Rohan Bopanna É. Roger-Vasselin    | 6−7(5), 4−6          |
| Guanyador | 4.   | 4 de maig de 2014      | Múnic, Alemanya                            | Terra batuda | Jamie Murray     | Colin Fleming Ross Hutchins        | 6−4, 6−2             |
| Finalista | 2.   | 15 de juny de 2014     | Londres, Regne Unit                        | Gespa        | Jamie Murray     | Alexander Peya Bruno Soares        | 6−4, 6−7(4), [4−10]  |
| Finalista | 3.   | 23 d'agost de 2014     | Winston-Salem, Estats Units                | Dura         | Jamie Murray     | J.S. Cabal Robert Farah            | 3−6, 4−6             |
| Finalista | 4.   | 28 de setembre de 2014 | Kuala Lumpur, Malàisia                     | Dura (i)     | Jamie Murray     | Marcin Matkowski Leander Paes      | 6−3, 6−7(5), [5−10]  |
| Guanyador | 5.   | 11 de gener de 2015    | Brisbane, Austràlia                        | Dura         | Jamie Murray     | Aleksandr Dolgopòlov Kei Nishikori | 6−3, 7−6(4)          |
| Finalista | 5.   | 15 de febrer de 2015   | Rotterdam, Països Baixos                   | Dura (i)     | Jamie Murray     | J-J. Rojer Horia Tecău             | 6−3, 3−6, [8−10]     |
| Finalista | 6.   | 26 d'abril de 2015     | Barcelona, Espanya                         | Terra batuda | Jamie Murray     | Marin Draganja Henri Kontinen      | 3−6, 7−6(6), [9−11]  |
| Finalista | 7.   | 12 de juliol de 2015   | Wimbledon, Regne Unit                      | Gespa        | Jamie Murray     | J-J. Rojer Horia Tecău             | 6−7(5), 4−6, 4−6     |
| Guanyador | 6.   | 2 d'agost de 2015      | Hamburg, Alemanya                          | Terra batuda | Jamie Murray     | J.S. Cabal Robert Farah            | 2−6, 6−3, [10−8]     |
| Finalista | 8.   | 13 de setembre de 2015 | US Open, Estats Units                      | Dura         | Jamie Murray     | P-H. Herbert Nicolas Mahut         | 4−6, 4−6             |
| Finalista | 9.   | 25 d'octubre de 2015   | Viena, Àustria                             | Dura (i)     | Jamie Murray     | Łukasz Kubot Marcelo Melo          | 6−4, 6−7(3), [6−10]  |
| Finalista | 10.  | 1 de novembre de 2015  | Basilea, Suïssa                            | Dura (i)     | Jamie Murray     | Alexander Peya Bruno Soares        | 5−7, 5−7             |
| Guanyador | 7.   | 10 de gener de 2016    | Brisbane (2)                               | Dura         | Henri Kontinen   | James Duckworth Chris Guccione     | 7−6(4), 6−1          |
| Guanyador | 8.   | 1 de maig de 2016      | Múnic (2)                                  | Terra batuda | Henri Kontinen   | J.S. Cabal Robert Farah            | 6−3, 3−6, [10−7]     |
| Guanyador | 9.   | 17 de juliol de 2016   | Hamburg (2)                                | Terra batuda | Henri Kontinen   | Daniel Nestor A-u-H. Qureshi       | 7−5, 6−3             |
| Finalista | 11.  | 16 d'octubre de 2016   | Xangai, Xina                               | Dura         | Henri Kontinen   | Jack Sock John Isner               | 4−6, 4−6             |
| Guanyador | 10.  | 6 de novembre de 2016  | París, França                              | Dura (i)     | Henri Kontinen   | P-H. Herbert Nicolas Mahut         | 6−4, 3−6, [10−6]     |
| Guanyador | 11.  | 20 de novembre de 2016 | ATP World Tour Finals, Londres, Regne Unit | Dura (i)     | Henri Kontinen   | Raven Klaasen Rajeev Ram           | 2−6, 6−1, [10−8]     |
| Guanyador | 12.  | 29 de gener de 2017    | Open d'Austràlia, Austràlia                | Dura         | Henri Kontinen   | Bob Bryan Mike Bryan               | 7−5, 7−5             |
| Guanyador | 13.  | 6 d'agost de 2017      | Washington DC, Estats Units                | Dura         | Henri Kontinen   | Łukasz Kubot Marcelo Melo          | 7−6(5), 6−4          |
| Guanyador | 14.  | 8 d'octubre de 2017    | Pequín, Xina                               | Dura         | Henri Kontinen   | Jack Sock John Isner               | 6−3, 3−6, [10−7]     |
| Guanyador | 15.  | 15 d'octubre de 2017   | Xangai                                     | Dura         | Henri Kontinen   | Łukasz Kubot Marcelo Melo          | 6−4, 6−2             |
| Guanyador | 16.  | 19 de novembre de 2017 | ATP World Tour Finals, Londres (2)         | Dura (i)     | Henri Kontinen   | Łukasz Kubot Marcelo Melo          | 6−4, 6−2             |
| Guanyador | 17.  | 7 de gener de 2018     | Brisbane (3)                               | Dura         | Henri Kontinen   | Leonardo Mayer Horacio Zeballos    | 3−6, 6−3, [10−2]     |
| Guanyador | 18.  | 24 de juny de 2018     | Londres, Regne Unit                        | Gespa        | Henri Kontinen   | Jamie Murray Bruno Soares          | 6−4, 6−3             |
| Guanyador | 19.  | 12 d'agost de 2018     | Toronto, Canadà                            | Dura         | Henri Kontinen   | Raven Klaasen Michael Venus        | 6−2, 6−7(7), [10−6]  |
| Finalista | 12.  | 27 de gener de 2019    | Open d'Austràlia                           | Dura         | Henri Kontinen   | P-H. Herbert Nicolas Mahut         | 4−6, 6−7(1)          |
| Guanyador | 20.  | 16 de juny de 2019     | Stuttgart, Alemanya                        | Gespa        | Bruno Soares     | Rohan Bopanna Denis Shapovalov     | 7−5, 6−3             |
| Guanyador | 21.  | 29 de febrer de 2020   | Dubai, Emirats Àrabs Units                 | Dura         | Michael Venus    | Raven Klaasen Oliver Marach        | 6−3, 6−2             |
| Guanyador | 22.  | 27 de setembre de 2020 | Hamburg (3)                                | Terra batuda | Michael Venus    | Ivan Dodig Mate Pavić              | 6−3, 6−4             |
| Guanyador | 23.  | 25 d'octubre de 2020   | Anvers, Bèlgica                            | Dura (i)     | Michael Venus    | Rohan Bopanna Matwé Middelkoop     | 6−3, 6−4             |
| Guanyador | 24.  | 22 de maig de 2021     | Ginebra, Suïssa                            | Terra batuda | Michael Venus    | Simone Bolelli Máximo González     | 6−2, 7−5             |
| Finalista | 13.  | 20 de juny de 2021     | Londres (2)                                | Gespa        | Reilly Opelka    | P-H. Herbert Nicolas Mahut         | 4−6, 5−7             |
| Finalista | 14.  | 3 d'octubre de 2021    | San Diego, Estats Units                    | Dura         | Filip Polášek    | Joe Salisbury Neal Skupski         | 6−7(2), 6−3, [5−10]  |
| Guanyador | 25.  | 16 d'octubre de 2021   | Indian Wells, Estats Units                 | Dura         | Filip Polášek    | Aslan Karatsev Andrei Rubliov      | 6−3, 7−6(5)          |
| Guanyador | 26.  | 15 de gener de 2022    | Sydney, Austràlia                          | Dura         | Filip Polášek    | Simone Bolelli Fabio Fognini       | 7−5, 7−5             |
| Finalista | 15.  | 31 de juliol de 2022   | Atlanta, Estats Units                      | Dura         | Jason Kubler     | Thanasi Kokkinakis Nick Kyrgios    | 6−7(4), 5−7          |
| Finalista | 16.  | 14 d'agost de 2022     | Mont-real                                  | Dura         | Dan Evans        | Wesley Koolhof Neal Skupski        | 2−6, 6−4, [6−10]     |
| Finalista | 17.  | 23 d'octubre de 2022   | Nàpols, Itàlia                             | Dura         | Matthew Ebden    | Ivan Dodig Austin Krajicek         | 3−6, 6−1, [8−10]     |
| Guanyador | 27.  | 25 de juny de 2023     | Halle, Alemanya                            | Gespa        | Marcelo Melo     | Simone Bolelli Andrea Vavassori    | 7−6(3), 3−6, [10−6]  |
| Finalista | 18.  | 3 d'octubre de 2023    | Astanà, Kazakhstan                         | Dura (i)     | Mate Pavić       | Nathaniel Lammons Jackson Withrow  | 6−7(4), 6−7(7)       |
| Finalista | 19.  | 7 d'abril de 2024      | Houston                                    | Terra batuda | William Blumberg | Max Purcell Jordan Thompson        | 5−7, 1−6             |
| Finalista | 20.  | 29 de juny de 2024     | Eastbourne, Regne Unit                     | Gespa        | Matthew Ebden    | Neal Skupski Michael Venus         | 6−4, 6−7(2), [9−11]  |
| Guanyador | 28.  | 3 d'agost de 2024      | Jocs Olímpics, París, França               | Terra batuda | Matthew Ebden    | Austin Krajicek Rajeev Ram         | 7−6(3), 7−6(2)       |
| Guanyador | 29.  | 27 d'octubre de 2024   | Basilea                                    | Dura (i)     | Jamie Murray     | Wesley Koolhof Nikola Mektić       | 6−3, 7−5             |
| Guanyador | 30.  | 9 de novembre de 2024  | Belgrad, Sèrbia                            | Dura (i)     | Jamie Murray     | Ivan Dodig Skander Mansouri        | 3−6, 7−6(5), [11−9]  |

### Dobles mixts: 2 (2−0)
| Resultat  | Núm. | Data                   | Torneig                     | Superfície | Parella        | Oponents                            | Marcador         |
| --------- | ---- | ---------------------- | --------------------------- | ---------- | -------------- | ----------------------------------- | ---------------- |
| Guanyador | 1.   | 11 de setembre de 2015 | US Open, Estats Units       | Dura       | Storm Sanders  | Kirsten Flipkens É. Roger-Vasselin  | 4−6, 6−4, [10−7] |
| Guanyador | 2.   | 24 de gener de 2025    | Open d'Austràlia, Austràlia | Dura       | Olivia Gadecki | Kimberly Birrell John-Patrick Smith | 3−6, 6−4, [10−6] |

## Trajectòria

### Dobles masculins
| Open d'Austràlia | A   | A   | 2R          | 2R          | 3R          | 2R    | G           | 2R          | F           | 3R          | 3R    | QF    | QF    | 2R | 1 / 12    | 28 – 11   |
| Roland Garros | A   | A   | 2R          | 3R          | 3R          | 2R    | 1R          | QF          | 3R          | 2R          | 2R    | 1R    | 3R    | 2R | 0 / 12    | 16 – 12   |
| Wimbledon | A   | 1R  | 1R          | 3R          | F           | QF    | SF          | 1R          | QF          | NC          | 1R    | QF    | 3R    | 2R | 0 / 12    | 23 – 12   |
| US Open | A   | A   | QF          | 1R          | F           | 2R    | SF          | 2R          | 2R          | 2R          | SF    | 1R    | 1R    |    | 0 / 11    | 20 – 11   |
| ATP World Tour Finals | A   | A   | A           | A           | RR          | G     | G           | RR          | A           | RR          | A     | A     | A     |    | 2 / 5     | 10 – 7    |
| Jocs Olímpics | NC  | A   | No celebrat | No celebrat | No celebrat | 1R    | No celebrat | No celebrat | No celebrat | No celebrat | 1R    | NC    | NC    |    | 0 / 2     | 0 – 2     |
| Total Victòries−Derrotes                                                                                                   | 0−0 | 1−2 | 37−22       | 36−27       | 45−27       | 46−23 | 46−19       | 21−20       | 31−23       | 25−15       | 36−20 | 28−26 | 24−26 |    | 391 – 266 | 391 – 266 |
| Rànquing a final d'any | 359 | 76  | 29          | 43          | 8           | 9     | 4           | 23          | 26          | 28          | 13    | 37    | 39    |    |           |           |
| Llegenda: G: Guanyador; F: Finalista; SF: Semifinalista; QF: Quarts de final; Q: Qualificació; A: Absent; RR: Round Robin; |     |     |             |             |             |       |             |             |             |             |       |       |       |    |           |           |

### Dobles mixts
| Open d'Austràlia | A           | 2R          | QF          | 2R | 1R          | 2R          | 1R          | A           | 1R | SF | 1R | 1R | 0 / 10 | 8 – 10  |
| Roland Garros | A           | 1R          | QF          | 1R | 1R          | 2R          | QF          | NC          | 1R | SF | 2R | 2R | 0 / 10 | 10 – 10 |
| Wimbledon | QF          | 3R          | 2R          | 1R | 3R          | 2R          | 3R          | NC          | SF | QF | 1R | A  | 0 / 10 | 12 – 10 |
| US Open | 2R          | QF          | 2R          | A  | A           | SF          | 1R          | NC          | 1R | G  | 1R |    | 1 / 8  | 12 – 7  |
| Jocs Olímpics | No celebrat | No celebrat | No celebrat | 1R | No celebrat | No celebrat | No celebrat | No celebrat | 3a | NC | NC |    | 0 / 2  | 2 – 2   |
| Llegenda: G: Guanyador; F: Finalista; SF: Semifinalista; QF: Quarts de final; Q: Qualificació; A: Absent; RR: Round Robin; |             |             |             |    |             |             |             |             |    |    |    |    |        |         |